# Франческо Ричи Бити
Франческо Ричи Бити (на италиански: Francesco Ricci Bitti) e италиански спортен функционер, президент на Международната тенис федерация и член на МОК.
Играе тенис предимно в юношеските си години, част е от националния юношески отбор на Италия от 1960 г. и трикратен първенец в италианските студентски първенства (1962, 1964, 1965). През 1970-1971 г. е в Националния отбор на Италия по тенис за мъже.
Завършва електронно инженерство в Болоня, след което в продължение на 30 години работи на ръководни длъжности във водещи информационни и телекомуникационни компании Филипс, Оливети, Алкател и Телеком Италия.
През 1993 г. е избран за президент на Европейската тенис асоциация (ETA), и паралелно с това от 1997 г. застава начело на Италианската федерация по тенис. От 1999 г. е президент на Международната тенис федерация и се оттегля от другите два поста. През 2006 г. е избран за член на МОК.
Удостоен е със званието „Доктор хонорис кауза“ на Националната спортна академия от 2010 г.